# Magic!
Pour les articles homonymes, voir Magic.
Magic! (stylisé MAGIC!) est un groupe canadien de reggae fusion. Leur premier album studio, Don't Kill the Magic, est sorti en 2014. Leur premier single, Rude, a atteint la première position du Billboard Hot 100.
Le groupe a reçu deux récompenses au Juno Awards 2015.

## Membres du groupe
- Nasri Atweh : chant, guitare.
- Mark Pellizzer : chœurs, guitare.
- Ben Spivak : chœurs, basse.
- Alex Tanas : chœurs, percussions.

## Discographie

### Albums
- 2014 : Don't Kill the Magic[3]
- 2016 : Primary Colours
- 2018 : Expectations

### Singles
| Titre                | Année | Album                | Artiste ayant collaboré |
| -------------------- | ----- | -------------------- | ----------------------- |
| Rude                 | 2013  | Don't Kill the Magic |                         |
| Don't Kill the Magic | 2014  | Don't Kill the Magic |                         |
| Let Your Hair Down   | 2014  | Don't Kill the Magic |                         |
| No Way No            | 2015  | Don't Kill the Magic |                         |
| #SundayFunday        | 2015  |                      |                         |
| Lay You Down Easy    | 2016  |                      | Sean Paul               |

### Collaborations
| Titre                                   | Artistes                                             | Album                                                        | Année |
| --------------------------------------- | ---------------------------------------------------- | ------------------------------------------------------------ | ----- |
| Cut Me Deep                             | Shakira feat. Magic!                                 | Shakira                                                      | 2014  |
| This Is Our Time (Agora É a Nossa Hora) | Magic!                                               | One Love, One Rhythm: The 2014 FIFA World Cup Official Album | 2014  |
| Sun Goes Down                           | David Guetta et Showtek feat. Magic! et Sonny Wilson | Listen                                                       | 2015  |